# Louise Juhl Dalsgaard
Louise Juhl Dalsgaard (geboren 26. Juli 1973) ist eine dänische Schriftstellerin. 

## Leben
Louise Juhl Dalsgaard absolvierte eine Ausbildung zur Bibliothekarin an Danmarks Biblioteksskole. Sie unterrichtet kreatives Schreiben. Im Jahr 2011 erschien ihre erste Gedichtsammlung, 2017 ihr erster Roman. Sie lebt in Skanderborg.

## Werke (Auswahl)
- Mit ønske om at dø er rent hypotetisk. Lyrik. Jorinde og Joringel, 2011
- Til sammen. Lyrik. Nulpunkt, 2014
- Det skulle have været en hest. Lyrik. 365TEKSTER, 2016
- Det dér og dét der. EC Edition, 2017
  - Genug. Roman. Übersetzung Gerd Weinreich. Wien: Picus, 2021
- Alle dage tilbage. EC Edition, 2019
- I dag skal vi ikke dø. Lyrik. EC Edition, 2020
- Det ligner tø. Erzählungen. Illustrationen Thomas Kruse. Jensen & Dalgaard, 2022
- Ting jeg tænker på. Ekbátana, 2022
  - Dinge an die ich denke : Romancollage. Übersetzung Gerd Weinreich. Schönebeck: Moloko, 2023
- Om en hals. Grønningen 1, 2024